# Homoplectra nigripennis
Homoplectra nigripennis är en nattsländeart som först beskrevs av Banks 1911.  Homoplectra nigripennis ingår i släktet Homoplectra och familjen ryssjenattsländor. Inga underarter finns listade i Catalogue of Life.